# Binge Reloaded
Binge Reloaded ist eine Comedy-Sendung, die seit 2020 für den Video-on-Demand-Anbieter Prime Video produziert wird. In zunächst acht halbstündigen Folgen werden zahlreiche deutsche Fernsehsendungen, aber auch internationale Serien parodiert. Binge Reloaded ist die Nachfolgesendung der Formate Switch – TV gnadenlos parodiert! (1997–2000) und Switch reloaded (2007–2012). Der neue Titel bezieht sich auf das Phänomen des Binge Watching, d. h. das Ansehen mehrerer Folgen einer Serie am Stück. Von der ehemaligen Besetzung sind weiterhin Michael Kessler und Martin Klempnow zu sehen. In der ersten Staffel gab es Gastauftritte von Ilka Bessin, Peter Rütten, Tom Gerhardt, Rolf Berg, Michaela Schaffrath und Eko Fresh.
Am 1. Februar 2021 wurde die Produktion einer zweiten Staffel angekündigt, die am 14. Januar 2022 veröffentlicht wurde.

## Parodierte Formate (Auswahl)
Zu den parodierten Formaten zählen:
- 4 Blocks (als 4 Blöckle auf Schwäbisch) (Staffel 1 und 2)
- Aktenzeichen XY … ungelöst
- Auf Streife
- Batwoman (als Bettwoman)
- Check24-Werbespots
- Das Jenke-Experiment (Staffel 1 und 2)
- Das Sommerhaus der Stars
- Das Traumschiff
- Dennis aus Hürth
- Der Bachelor
- Der Bergdoktor (als Der Prenzlauer Bergdoktor)
- Der Pass
- Die Carolin Kebekus Show
- Die Höhle der Löwen (Staffel 1 und 2)
- Goodbye Deutschland! Die Auswanderer
- Haus des Geldes
- heute-show
- Kitchen Impossible (Staffel 1 und 2)
- Klein gegen Groß – Das unglaubliche Duell
- Mario Barth deckt auf! (als Robert Geiss deckt auf!)
- Ninja Warrior Germany
- The Handmaid’s Tale – Der Report der Magd
- The Masked Singer
- The Witcher
- Two and a Half Men (als Two and a Half Memmen) (Staffel 1 und 2)
- Undercover Boss
- Vikings (Staffel 1, in Staffel 2 als Vikings – Tag & Nacht)
- ZDF-Morgenmagazin

in Staffel 2 neu:
- Bares für Rares
- Bridgerton
- Das Duell um die Welt
- Die 25 …
- Die Bachelorette
- Die Geissens – Eine schrecklich glamouröse Familie
- Ich bin ein Star – Holt mich hier raus!
- James Bond 007: Keine Zeit zu sterben (als Keine Zeit zu stehen)
- Kampf der Realitystars – Schiffbruch am Traumstrand, Promis unter Palmen, Promi Big Brother und Das Sommerhaus der Stars – Kampf der Promipaare (als Kampf der Stars unter Palmen im Promi-Big-Brother-Sommerhaus)
- Let’s Dance
- Love Island
- Lucifer
- Menschen, Bilder, Emotionen 2021!
- Sat.1-Frühstücksfernsehen
- Schlag den Star
- Shopping Queen
- The Boys
- The Mandalorian (als The Wandalorian)
- Wer stiehlt mir die Show?
- Wer wird Millionär?
- ZDF Magazin Royale (als MDR Magazin Royale)